# Consejo de las Grandes Ciudades de Extremadura
El Consejo de las Grandes Ciudades de Extremadura, es un órgano de debate creado en 2007 por el entonces presidente de Extremadura, Guillermo Fernández Vara. 

## Composición
Está formado por los alcaldes de los siete mayores municipios de la región —Badajoz, Cáceres, Mérida, Plasencia, Don Benito, Almendralejo y Villanueva de la Serena— con el objeto de reunirse periódicamente con el presidente de la Junta de Extremadura para exponer problemas en sus municipios y proponer posibles soluciones con la mayor agilidad posible. Se pretende además rebajar las discrepancias entre los municipios y entre gobiernos de distinto signo político, aumentando la transparencia.
Entre las siete ciudades suman 450.000 habitantes, un poco menos de la mitad del total regional.
La primera reunión del Consejo se realizó el 20 de noviembre de 2007, y en ella se plantearon las principales actuaciones que la Junta tiene previstas en cada uno de los municipios, así como se llegaron a acuerdos básicos en cuanto a las dotaciones que algunos de los municipios precisaban.
Está previsto que el Consejo se reúna dos veces por año, cada seis meses en julio y diciembre.
La ciudad de Navalmoral de la Mata ha pedido su ingreso en el órgano.
Se prevé que cada una de las ciudades acoja al menos una vez durante cada legislatura una reunión del Consejo.